# Fusine in Valromana
Fusine in Valromana (Weißenfels in tedesco, Bela Peč in sloveno, Fusinis in friulano, Roccalba in italiano classico), è una frazione di Tarvisio in Friuli-Venezia-Giulia, posto a circa 6km ad est dal capoluogo comunale lungo la SS 54 che conduce a Rateče e Kranjska Gora, alle pendici del Mangart e del Monte Forno, triplice frontiera tra Slovenia, Austria e Italia.
I toponimi originali precedenti all’attuale imposto in età fascista, fanno riferimento ad un antico castello costruito a inizi del XV secolo dai conti di Celje, all'epoca proprietari dell'area..
È stato comune autonomo fino al 1928 .

## Storia
Roccalba ebbe una storia del tutto diversa da quella di Tarvisio: era infatti parte del ducato di Carniola e della diocesi di Lubiana, quindi un abitato in tutto e del tutto sloveno rispetto alla Val Canale tedesca.
L’attuale assetto risale al crollo della monarchia asburgica. Negli ultimi giorni di esistenza del Reichsrat prima della sua dissoluzione, un accordo fra tedeschi e sloveni scambiò Roccalba con Jezersko, un abitato precedentemente parte della Carinzia.
Annesso all'Italia nel 1921, nel 1923 al nome originale fu aggiunto lo specificativo in Valromana e il 15 giugno 1928 veniva soppresso e aggregato, assieme a Camporosso in Valcanale, al comune di Tarvisio .

## Monumenti e luoghi d'interesse

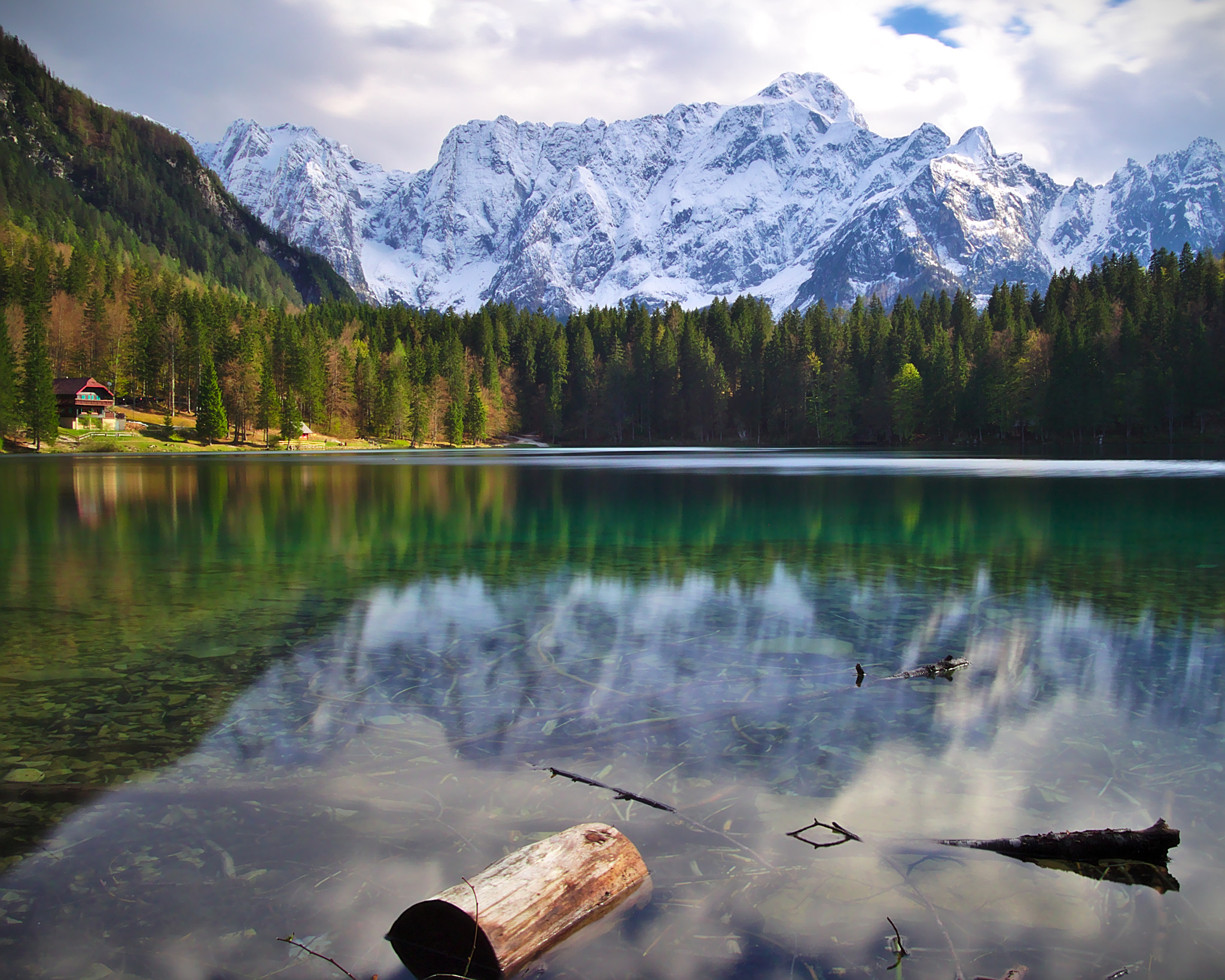
I Laghi di Fusine, sullo sfondo il Mangart innevato

Oltre alla quattrocentesca chiesa di San Leonardo, dalla frazione partono dei sentieri escursionistici che conducono alla sommità del Monte Forno, a nord, e verso i laghi di Fusine, a sud. L'abitato è inoltre attraversato da una pista ciclabile che partendo dalla ciclovia Alpe-Adria a Tarvisio giunge sino al confine sloveno.

## Ferrovie
Dal 1870 al 1967 era in funzione la ferrovia Tarvisio-Lubiana che collegava Tarvisio con Lubiana (in Slovenia) passando per i laghi di Fusine e ad Fusine in Valromana aveva la sua fermata ferroviaria, dove oggi non rimane traccia mentre il sedime ferroviario è stato convertito in pista ciclabile.